# Clase Rudderow
La Clase Rudderow fue una serie de destructores de escolta botados en los Estados Unidos entre 1943 y 1945, durante la Segunda Guerra Mundial. De esta clase, 22 fueron completados como destructores propiamente dichos, mientras que 50 fueron convertidos a transportes rápidos Clase Crosley durante su construcción y fueron re-clasificados como transportes "APD". Un buque más fue convertido después de ser completado. El resto (180) fueron cancelados hacia el final de la guerra. Durante la SGM, estos buques sirvieron como escoltas de convoyes y buques de guerra antisubmarina.

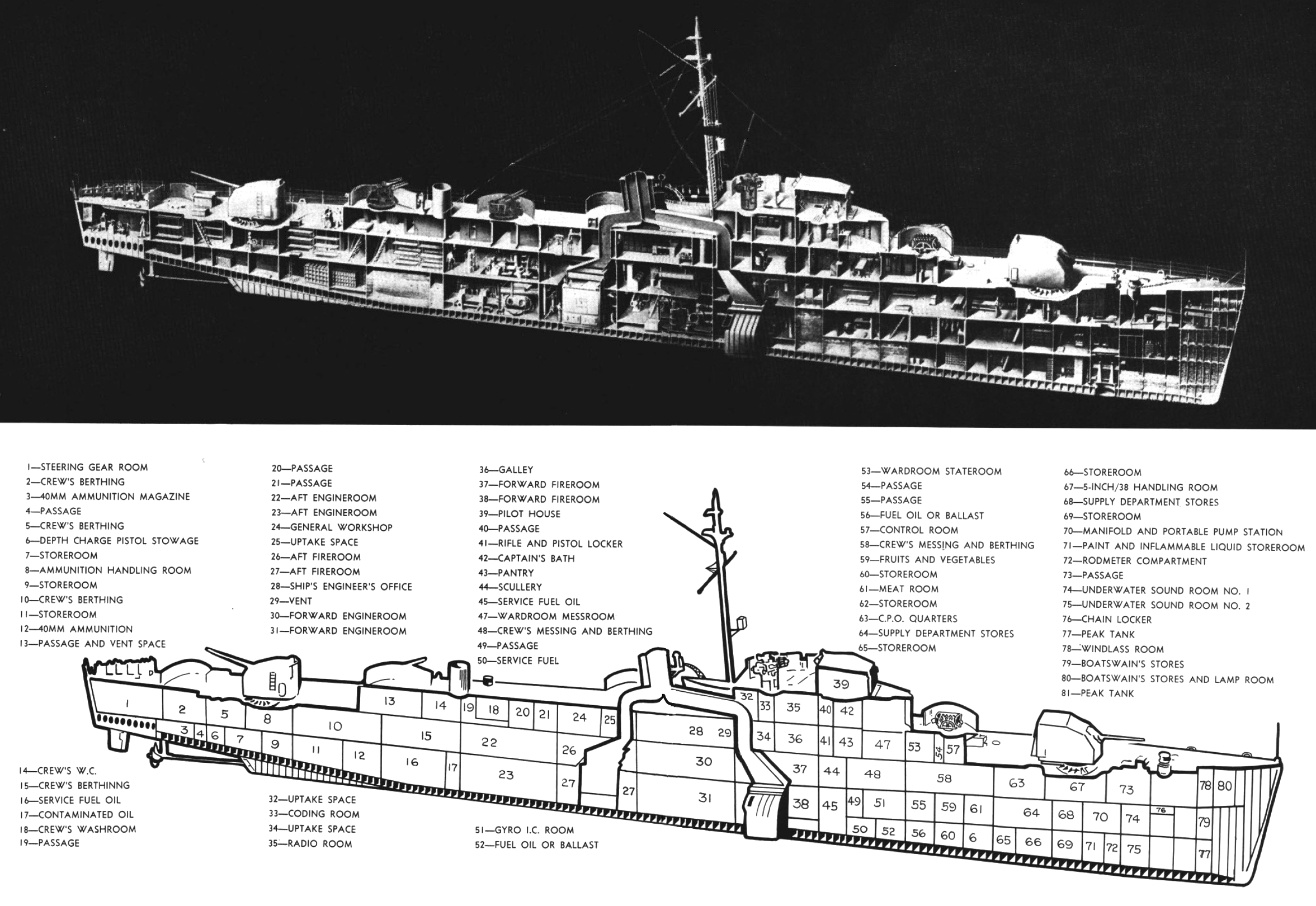
Diagrama de un buque de la clase Rudderow.

El primero de la clase fue el USS Rudderow (DE-224), botado el 14 de septiembre de 1943. La clase fue configurada con motores General Electric a vapor turbo-eléctricos, y construidos en varios astilleros de los EE. UU., incluyendo Philadelphia Navy Yard y Defoe Shipbuilding Company. En general, eran bastante similares a los de la Clase Buckley compartiendo el mismo casco y maquinaria básica. Las diferencias principales se daban en el armamento: la clase Rudderow disponía de cañones de 5 pulgadas y dos monturas gemelas 2x40mm, en vez de los 3x 3" y un único 2x40mm de la clase Buckley. Fueron también llamados "TEV" por la combinación de su motor turbo eléctrico ("TE") y sus cañones de 5" en "V".
Tras finalizar la Segunda Guerra Mundial, algunos de los sobrevivientes de la clase fueron transferidos a Taiwán, Corea del Sur, Chile, México,y otros países; el resto fueron enviados a la flota de reserva de la Armada de Estados Unidos hasta ser finalmente retirados.